# Slatine
Slatine (do roku 1991 Slatina) jsou vesnice a přímořské letovisko v Chorvatsku v Splitsko-dalmatské župě, spadající pod opčinu města Split.
Nachází se na východě ostrova Čiovo, asi 6 km jihovýchodně od Trogiru. V roce 2011 zde trvale žilo 1 106 obyvatel, což ze Slatinů činí druhou největší vesnicí na ostrově (po Okrugu Gornjim). Zároveň jsou nejvýchodnější vesnicí na Čiovu a jedinou vesnicí na Čiovu, která je součástí Splitu.
Obcí prochází silnice D126, která ji spojuje s jedinou sousední vesnicí Arbanija. Nachází se zde mnoho pláží, jako např. Garma, Guje, Lumbrelin a Porat.